# 加瓦聖母
《加瓦聖母》是義大利文藝復興時期藝術家拉斐爾的一幅油畫作品，創作時間約在1509年至1510年之間。 這幅畫描繪了聖母瑪利亞、耶穌基督和施洗約翰，這三位人物經常一同出現在拉斐爾的作品中。這幅作品屬拉斐爾第三時期，即他在羅馬時期的早期作品，其風格和色彩運用與他在溫布利亞或佛罗伦萨時期的作品相比有顯著的變化，引入了更自然的主題和場景。
這幅畫長期以來一直由貴族羅馬的阿爾多布蘭迪尼家族及喬治·坎寧男爵與其夫人擁有，自1865年以來一直被收藏於英國倫敦的國家美術館。

## 說明
《加瓦聖母》是拉斐爾在羅馬創作的幾幅小型和中型聖母像之一，很可能是拉斐爾在為教皇或宮廷成員進行項目時的業餘時間裡工作的成果。在這段時期，拉斐爾正在繪製簽名室，這是梵蒂冈博物馆中第一個由拉斐爾及其工作室壁畫裝飾的拉斐爾房間之一。在拉斐爾的「粉紅素描本」中，也可以找到從1509年到1511年期間，這幅及其他聖母像的初步素描。
《加瓦聖母》是拉斐爾的幾幅聖母像之一，具有金字塔形的構圖。其畫作的這景發生在一個房間內，透過窗戶可以看到羅馬的風景。窗戶之間的黑色柱子凸顯聖母的明亮面容，他坐在長椅上。耶穌基督則自然地坐在聖母的膝蓋上，並從聖約翰手中接過康乃馨，這寓意著他未來將受難的象徵。這幅畫因其甜美、優雅、美麗和技術嫻熟而受到高度讚揚。除了謹慎的圓光外，幾乎看不到其他表現超凡的元素。不過有人觀察到，聖母膝蓋周圍的布料似乎沒有足夠的空間容納她的腿。

### 嬰孩基督與施洗者約翰的關係
拉斐爾似乎對嬰孩基督和他年紀相仿的堂哥施洗約翰之間的關係有著特殊的興趣。這可能是因為他相信兩者在成年後將有著特殊的連結。在這幅畫作中，拉斐爾將嬰兒約翰的穿著描述得與《聖經》所述的沙漠布料一致，「身穿骆驼毛，腰束獸皮帶」。

### 與佛羅倫斯時期比較
與拉斐爾在佛羅倫斯時期的作品相比，他在早期羅馬時期的聖母像穿著更為隨意，姿勢也更加自然。同時構圖更為複雜，《加瓦聖母》的色調更加冷靜，色調則如寶石般，這是他對雅典學派主導色調的一種實驗，在畫面表現上如同瓷器上的顏色般明亮，其畫作則與早先1505年完成的《安賽德聖母》形成明顯的對比，後者受到了溫布利亞學派嚴謹神性表達的影響。 在《加瓦聖母》中，聖母更像一個普通的母親，她的神性主要透過光環來表達。耶穌嬰孩和聖約翰都呈現為孩童的狀態，這幅畫更注重自然的情境。然而，這位聖母的嚴肅性逐漸轉變為更大的自然性，如在拉斐爾稍後的《阿尔瓦圣母》中所見。
若與佛羅倫斯時期的作品近一步相比，拉斐爾在羅馬時期的聖母像反而更為莊嚴和威嚴。這在某種程度上是歸於溫布利亞地區的淳樸女性形象，和特拉斯提弗列、坎帕尼亞大區美麗女性形象之間的差異，以及拉斐爾對理想的追求。 他曾教導學生：「我們不能描繪事物的真實面目，而是應該描繪它們應該是的樣子。」在拉斐爾在羅馬成為藝術家的過程中，米開朗基羅的影響至關重要。而《加瓦聖母》的構圖也與列奥纳多·达·芬奇的《哺乳聖母》相似，例如前景畫面是兩扇俯瞰鄉村的窗戶，以及聖母的服裝風格。
19世紀藝術史學家拉爾夫·尼科爾森·沃納姆曾寫道，拉斐爾在《加加瓦聖母》和其他羅馬時期的作品「展現出了比其他任何畫家更接近『完美』的狀態」。

### 拉斐爾其他描繪聖母和聖約翰的畫作
- 《安賽德聖母（英语：Ansidei Madonna）》（1505年）：倫敦國家美術館典藏；描繪了成年施洗約翰和嬰兒基督。
- 《美麗的花園（英语：La_belle_jardinière）》（1507年）：巴黎羅浮宮典藏
- 《頭戴藍冠的聖母》（約1510–1512年）：巴黎羅浮宮典藏；與吉安弗朗切斯科·佩尼（英语：Gianfrancesco_Penni）合作
- 《阿尔瓦圣母》（1511年）：華盛頓特區國家美術館典藏
- 《椅中圣母》（約1513–1514年）：佛羅倫斯彼提宮典藏
- 《被覆布的聖母（英语：Madonna dell'Impannata）》（約1513–1514年）：佛羅倫斯彼提宮典藏
- 《帳篷聖母（英语：Madonna_della_Tenda）》（約1513–1514年）：慕尼黑老绘画陈列馆典藏
- 《玫瑰聖母》（1518–1520年）：馬德里普拉多博物馆典藏

## 收藏
16世紀，這幅畫作是阿爾多布蘭迪尼家族的財產，他們在羅馬的博爾蓋塞別墅擁有公寓。拉斐爾繪製的其他聖母像也成為該家族的收藏品；《加瓦聖母》在過去可能是呂克雷齊婭·德埃斯特的收藏，他在1592年進行清點後將其轉交給了奧爾多布蘭迪尼家族。國家美術館典藏的《加瓦聖母》，很可能與1650年由雅各莫·馬尼利（Jacomo Manilli）編纂的《博爾蓋塞別墅指南》提及到的拉斐爾《聖母與聖約翰》為同幅作品。 
1780年代，藝術評論家巴西利斯·馮·蘭姆多爾注意到這幅畫仍然存放在阿爾多布蘭迪尼家族的公寓裡，此點由國家美術館從讓-巴蒂斯特·塞魯瓦·達朱庫爾在1823年的插圖出版物得以證實，該插圖包括這幅畫的素描，並聲明可以在阿爾多布蘭迪尼家族的公寓中看到，並在邊距中註明：
這是他中期最珍貴的小畫作。構圖非常好。基督非常美麗，聖約翰非常真實，只是與其他人相比，聖母的頭部沒有那麼美麗。線條非常細膩。從著色來看，大師當時畫了很多濕壁畫。油墨沒有被磨得很厲害。
國家美術館的說法則與達朱庫爾的說法相反，並提及到這幅畫是由喬治·坎寧男爵在1818年從亞歷山大·戴的收藏中購得的，然後在1865年以9,000 英鎊的價格由他的遺孀和繼承人出售給了國家美術館。

## 外部連結
- 维基共享资源上的相關多媒體資源：加瓦聖母